# رومان بونكا
رومان بونكا (2 ديسمبر 1951 - 12 يونيو 2022)، هو موسيقار مُلحن وعازف جيتار وملحن عود ألماني، نشط في فرق الموسيقى العالمية وجاز فيوجن. عاش معظم حياته في ميونيخ، بافاريا، حيث شارك في العديد من مشاريع كروس أوفر الموسيقية. كانت بداية بونكا الموسيقية مع عائلته، وتأثر في بداياته بأشهر عازفي الغيتار الكهربائي، مثل تيري ريبدال، وجون ماكلولين، وغيرهم من عازفي الغيتار الكبار في أوائل السبعينيات.

## في العالم العربي
ارتبط اسم رومان بونكا بأغنيات الفنان المصري محمد منير منذ ثمانينيات القرن العشرين. وعُرف ارتباط رومان بونكا بمحمد منير في منتصف التسعينيات عند تقديمهما معا نوعا مختلفا عن الموسيقى السائدة.
بدأت علاقة بونكا بمصر منذ أكثر من 30 عاما، وكانت في البداية بسبب سماعه عزف رياض السنباطي على العود عن طريق الصدفة، وعندما نقب حوله عرف أنه موسيقي مصري، وهنا قرر زيارة مصر، وتعلم العزف على العود. استقر بونكا في مصر بداية من عام 1982م، ووجد لنفسه مكانا في الوقت الذي كان يعد مرحلة تحول بين ذهاب الموسيقيين والمطربين الكبار أمثال أم كلثوم وعبد الحليم وعبد الوهاب، وبداية ظهور مطربين محبين للتجريب والبحث عن الموسيقى الجديدة مثل حميد الشاعري وتوزيعاته الموسيقية الحديثة، وفتحي سلامة ويحيى خليل، لذلك كان المناخ الموسيقي مناسبا لاستقبال بونكا وتقبله، ومن هنا بدأت رحلته التي استمرت منذ ذلك الوقت مع محمد منير.

## وفاته
توفي يوم الأحد 12 يونيو 2022، عن عمر يناهز 71 عاما، بعد صراع مع المرض.

## الجوائز
- 1993 بي بي سي بريكس فوتورا لتونجوسكا جوسكا.
- 1995 الفائز في استطلاع رأي النقاد الألمان عن موقع Color me Cairo مع تفضيلات ملاخي.

## روابط خارجية
- الموقع الرسمي
- Guru Guru / Uli Trepte – Hot on Spot / In Between — CD Review with Uli Trepte
- Roman Bunka at Enja Records

- رومان بونكا التسجيلات من ديسكاغز.كوم
- رومان بونكا في قاعدة بيانات الأفلام على الإنترنت